# Casinaria micra
Casinaria micra är en stekelart som beskrevs av Jerman och Ian D. Gauld 1988. Casinaria micra ingår i släktet Casinaria och familjen brokparasitsteklar. Inga underarter finns listade.